# Umaibō
Umaibō (うまい棒) hay "cây gậy thơm ngon" là món bỏng ngô hình trụ của Nhật Bản. Nó được sản xuất bởi Riska và được bán bởi Yaokin. Có rất nhiều loại Umaibō với các hương vị khác nhau, trong đó có vị cay mặn giống salad, mentaiko, takoyaki và phô mai; và vị ngọt như ca cao, caramel, và sô-cô-la. Những hương vị mới lạ và khác biệt thường xuyên được giới thiệu và được bán như một món hàng giới hạn nhằm giữ sự hứng thú cho người mua và tạo ra xu hướng. Linh vật của sản phẩm là hình ảnh một chú mèo tròn không tai, giống với ngoại  hình của chú mèo máy Doraemon. Nhân vật này được xem là một sinh vật ngoài hành tinh, sinh ngày 13 tháng 9, 1978, tại một ngôi sao nào đó trên vũ trụ xa xôi. Với cái tên chưa được xác định, linh vật đôi khi còn được gọi với biệt danh Umaemon, một cách chơi chữ của từ Doraemon, cùng với những biệt danh khác như Doyaemon và Umai BOY.
Umaibō được biết đến nhờ giá thành cực kỳ rẻ với giá bán lẻ đề xuất là 10 yên (tức là khoảng 9 đô tiền xu vào năm 2022), và đó cũng là điểm khiến cho món hàng trở nên thu hút.Sau thời gian giữ vững giá bán kể từ khi phát hành vào năm 1979, vào tháng 1 năm 2022, đã có thông báo rằng giá bán sản phẩm sẽ được tăng lên thành 12 yên, đây cũng là đợt tăng giá sản phẩm đầu tiên trong hơn 40 năm qua.

## Lịch sử
Umaibō là một phiên bản được thiết kế lại của món bỏng ngô trước đó có tên là "Umaimai Bar". Sản phẩm ra mắt vào tháng 7 năm 1979 với mức giá nổi tiếng chỉ 10 yên một chiếc, với mục đích ban đầu nhắm đến trẻ em và thanh niên có ngân sách eo hẹp, và thường được bán trong các cửa hàng kẹo. Nó đã trở nên phổ biến không chỉ ở các cửa hàng kẹo mà còn nhanh chóng được bán ở khắp mọi nơi, bao gồm cả các cửa hàng tiện lợi (combini) và các siêu thị phổ biến ở Nhật Bản . Các phiên bản được đóng thành túi với số lượng lớn cũng sớm được sản xuất ra để bán. Mánh lới quảng cáo hương vị quay vòng là một bổ sung ban đầu, với hơn 60 hương vị khác nhau được phát hành trong suốt vòng đời của sản phẩm. Ba hương vị phổ biến nhất vẫn là potage ngô, phô mai và mentai .
Vào năm 2007, hầu hết các Umaibō đã được thay đổi một cách tinh vi để trông sản phẩm nhỏ hơn và nhẹ hơn, với 1 gam được loại bỏ khỏi sản phẩm. Trước các vấn đề về chuỗi cung ứng trở nên trầm trọng hơn do đại dịch COVID-19 và lạm phát tiếp tục (10 JPY vào năm 1979 có giá trị khoảng 15 JPY vào năm 2022, một sự sụt giảm giá trị tương đối đáng kể), Yaokin đã tăng giá lên 12 JPY kể từ tháng 1 năm 2022.
Với sự nổi tiếng của món bỏng ngô que, Yaokin cũng bán các sản phẩm phụ khác không phải đồ ăn nhẹ ăn theo sản phẩm, thường được gắn nhãn hiệu với linh vật là một sinh vật ngoài hành tinh dễ thương. Chúng bao gồm son dưỡng môi và muối tắm, văn phòng phẩm và trò chơi pachislot theo các chủ đề liên quan. Năm 2017, Yaokin thông báo rằng Umaemon sẽ có một em gái, Umami-chan, người đã được "sinh ra" trong một thời gian ngắn vào năm 2017.

## Các hương vị phổ biến

### Hiện đang lưu hành trên thị trường
- Mentai
- bột ngô
- Natto
- Phô mai
- Hamburger kèm Sốt Teriyaki
- Xúc xích Ý
- Salad rau củ
- Cà ri gà
- nước sốt Tonkatsu
- Tôm và Mayonnaise
- takoyaki
- Sô cô la
- Nori
- Lưỡi bò
- Bánh quy đường
- Bánh ú
- Yakitori

#### Chỉ được bán những khu vực cụ thể
- Monja, Bánh táo (Tokyo)
- Mật ong (Shizuoka)
- Mentaiko(Kyūshū)
- Okonomiyaki (Kansai)
- Kiritanpo(Akita)

### Các loại vị bị ngừng sản xuất
- Kẹo caramen
- Ca cao
- Kabayaki
- Saki-ika
- Choika Panchi
- Cua Chanko
- Omuraisu
- Gyoza
- Sô cô la đậu phộng
- Bánh bao cua
- Mame-rikan (Đậu Mỹ)
- Cơm nắm Umeboshi
- Tôm hùm đỏ
- Hotdog
- Thịt bò biển
- Cà ri
- Pizza